# Адміністративний устрій Ясинуватського району
Адміністративний устрій Ясинуватського району — адміністративно-територіальний поділ Ясинуватського району Донецької області на 3 селищні ради та 9 сільських рад, які об'єднують 47 населені пункти та підпорядковані Ясинуватській районній раді. Адміністративний центр — місто Ясинувата.

## Список радЯсинуватського району
| №  | Назва                             | Центр                | Населені пункти                                                                                            | Площа км² | Місце за площею | Населення (2001), чол. | Місце за населенням |
| -- | --------------------------------- | -------------------- | --- | --------- | --------------- | ---------------------- | ------------------- |
| 1  | Верхньоторецька селищна рада      | смт Верхньоторецьке  | смт Верхньоторецьке с. Василівка с-ще Красний Партизан с. Троїцьке                                         |           |                 |                        |                     |
| 2  | Желаннівська селищна рада         | смт Желанне          | смт Желанне с-ще Восход                                                                                    |           |                 |                        |                     |
| 3  | Очеретинська селищна рада         | смт Очеретине        | смт Очеретине смт Керамік                                                                                  |           |                 |                        |                     |
| 4  | Красногорівська сільська рада     | с. Красногорівка     | с. Красногорівка с. Веселе с-ще Кам'янка с. Новоселівка Друга                                              |           |                 |                        |                     |
| 5  | Новобахмутівська сільська рада    | с. Новобахмутівка    | с. Новобахмутівка                                                                                          |           |                 |                        |                     |
| 6  | Новоселівська Перша сільська рада | с. Новоселівка Перша | с. Новоселівка Перша с. Межове с. Новопокровське с. Скучне                                                 |           |                 |                        |                     |
| 7  | Орлівська сільська рада           | с. Орлівка           | с. Орлівка с. Бердичі с-ще Ласточкине с-ще Петрівське с. Семенівка с. Тоненьке с. Уманське с. Яснобродівка |           |                 |                        |                     |
| 8  | Первомайська сільська рада        | с. Первомайське      | с. Первомайське с-ще Невельське с. Нетайлове                                                               |           |                 |                        |                     |
| 9  | Пісківська сільська рада          | с-ще Піски           | с-ще Піски с. Водяне с-ще Лозове с-ще Сєверне                                                              |           |                 |                        |                     |
| 10 | Розівська сільська рада           | с. Розівка           | с. Розівка с. Новоселівка с. Пантелеймонівка                                                               |           |                 |                        |                     |
| 11 | Соловйовська сільська рада        | с. Соловйове         | с. Соловйове с. Архангельське с. Новобахмутівка с. Новокалинове с. Сокіл                                   |           |                 |                        |                     |
| 12 | Спартаківська сільська рада       | с. Спартак           | с. Спартак с. Веселе с-ще Каштанове с-ще Крута Балка с-ще Мінеральне с-ще Опитне с. Яковлівка              |           |                 |                        |                     |

Зірочками позначено населені пункти на окупованій території.
У вересні 2015 року 39 населених пунктів району, що знаходяться на підконтрольній Україні території, увійшли до Очеретинської об'єднаної територіальної громади.
| № | Назва        | Центр         | Населені пункти | Площа, км² | Населення (2015) |
| - | ------------ | ------------- | --- | ---------- | ---------------- |
| А | Очеретинська | смт Очеретине | смт Верхньоторецьке смт Желанне смт Керамік смт Очеретине село Архангельське село Бердичі село Василівка село Веселе село Водяне село Красногорівка село Межове село Нетайлове село Новобахмутівка село Новобахмутівка село Новокалинове село Новопокровське село Новоселівка село Новоселівка Друга село Новоселівка Перша село Орлівка село Пантелеймонівка село Первомайське село Розівка село Семенівка село Скучне село Сокіл село Соловйове село Тоненьке село Троїцьке село Уманське село Яснобродівка с-ще Восход с-ще Кам'янка с-ще Ласточкине с-ще Невельське с-ще Опитне с-ще Петрівське с-ще Піски с-ще Сєверне | 654        | 23140            |